# عبدالله البلادی
عبدالله البلادی (عربی: عبدالله البلادي؛ زادهٔ ۱۴ اکتبر ۱۹۹۳) یک ورزشکار اهل عربستان سعودی است.
از باشگاه‌هایی که در آن بازی کرده‌است می‌توان به باشگاه فوتبال الفتح عربستان سعودی اشاره کرد.